# بوشيني جريسي
بوشيني جريسي (الاسم العلمي: Puccinia campanulae) هو نوع من الفطريات يتبع جنس البوشيني من فصيلة البوشينية.